# Agusta
Agusta, nu en del af AgustaWestland, er en italiensk producent af helikoptere og datterselskab til Finmeccanica. Virksomheden blev stiftet af Giovanni Agusta i 1923 og beskæftigede sig i starten med at designe, producere og vedligeholde fly på fabrikken ved Cascina Costa.
Fra 1952 blev de involveret i fremstilling af helikoptere, i første omgang på licens fra Bell Aircraft Corporation, og senere også Sikorsky, Boeing og McDonnell Douglas. Sidenhen forsøgte de sig også selv med design og fremstilling af egne helikoptere. Deres største succes er Agusta A109, som er en kommerciel og militær dobbeltturbinet helikopter, som i dag stadig er i produktion.
I 1981 gik de i samarbejde med britiske Westland Helicopters og udviklede AgustaWestland AW-101 Merlin, som blev taget i brug af Flyvevåbnets Eskadrille 722 i 2006, som erstatning for de gamle Sikorsky S-61.
I 2000 blev Finmeccanica og GKN, som ejer Westland Helicopters, enige om at fusionere deres to datterselskaber beskæftiget med helikoptere og skabte dermed AgustaWestland.
- Wikimedia Commons har flere filer relateret til Agusta

| Italien | Spire Denne artikel om et firma eller en virksomhed i Italien er en spire som bør udbygges. Du er velkommen til at hjælpe Wikipedia ved at udvide den. |